# Voie Latine

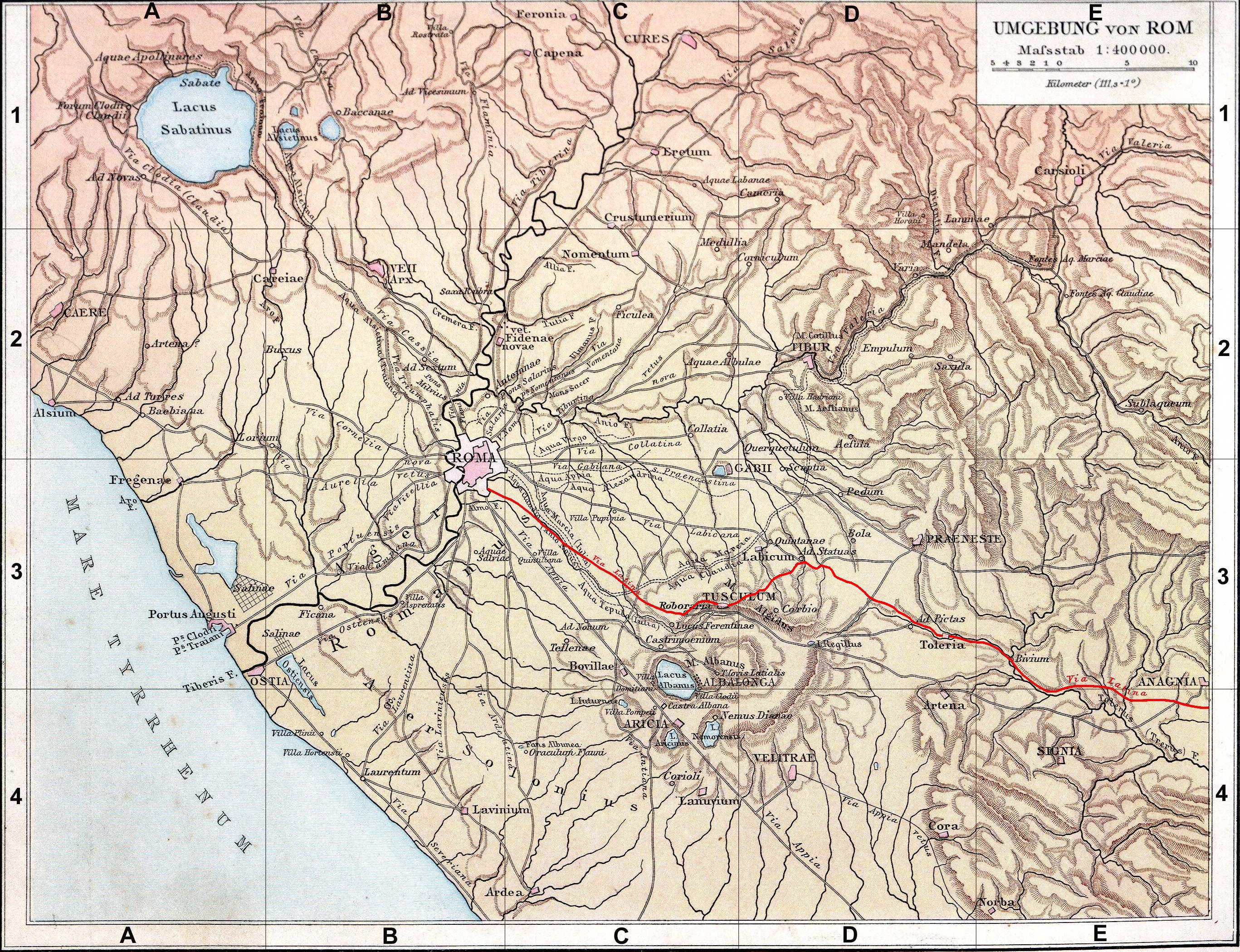
La voie Latine sur une carte du Latium antique.
(1886, G. Droysens Allgemeiner Historischer Handatlas)

La voie Latine (latin : Via Latina) est une voie romaine antique de l'Italie qui relie Rome à la ville de Capoue, à l'instar de la voie Appienne. Son nom au Moyen Âge est Via Casilina, dérivé du nom latin de Capoue : Casilinum.
Elle passe par les monts Albains, longeant Tusculum, puis passe par les villes de Toleria, Anagnia, Ferentinum et Frosinone, passe le Liri à Fregellae, Calès en Campanie en direction de Capoue.
À Rome, lors de sa construction sous la République romaine, cette voie se fusionne hors du mur Servien avec la voie Appienne et entre dans la Ville par la porte Capène. À la suite de l'édification du mur d'Aurélien, c'est par la porte Latine, du nom de la voie, qu'on quitte la ville, près de la porte Appienne.

## Annexe